# Leberecht Maass
Leberecht Maass (Korkenhagen, 24. studenog 1863. -  Helgoland, 28. kolovoza 1914.) je bio njemački admiral i vojni zapovjednik. Tijekom Prvog svjetskog rata zapovijedao je oklopnim krstašem SMS Cöln. Poginuo je u Bitci kod Helgolanda. 

## Vojna karijera
Leberecht Maass rođen je 24. studenog 1863. u Korkenhagenu u Pomeraniji. U mornaricu je stupio 1883. kao kadet. Od 1893. zapovijeda torpednim čamcem, nakon čega od 1898. do 1901. zapovijeda flotilom. Od 1903. do 1906. načelnik je odjela za torpeda, dok od 1906. obnaša dužnost ravnatelja Pomorske škole. U ožujku 1908. promaknut je u čin kapetana, nakon čega u travnju preuzima zapovjedništvo nad zaštićenom krstaricom SMS Freya. Navedenom krstaricom zapovijeda do ožujka 1909. kada je imenovan zapovjednikom oklopnog krstaša SMS Scharnhorst na čijem čelu se nalazi do lipnja 1910. godine. U kolovozu te iste godine postaje zapovjednikom bojnog broda SMS Weissenburg. U listopadu 1910. promaknut je u čin komodora, dok čin kontraadmirala dostiže u prosincu 1913. godine.

## Prvi svjetski rat
Na početku Prvog svjetskog rata zapovijeda torpednim čamcima i 2. izviđačkom eskadrom. Sa zapovjednim brodom lakim oklopnim krstašem SMS Cöln sudjeluje u borbama u Sjevernom moru od 12. do 15. kolovoza 1914. godine. Nakon toga 28. kolovoza 1914.  sudjeluje u Bitci kod Helgolanda. U navedenoj bitci Harwichke snage Britanske kraljevske ratne mornarice pod zapovjedništvom komodora Reginalda Tyrwhitta napale su njemačke torpedne čamce koji su patrolirali zapadno od Helgolanda. U pomoć napadnutim brodovima upućeni su najprije lake krstarice SMS Frauenlob i SMS Stettin, te nakon toga iz Wilhelmshavena Maassov zapovjedni brod SMS Cöln, SMS Ariadne i SMS Strassburg. Ubrzo su im se priključile lake krstarice SMS Mainz i SMS Emden. U bitci koja je uslijedila teško je oštećena laka krestarica HMS Arethusa, Tyrwhittov zapovjedni brod. Međutim, ubrzo britanskoj eskadri dolazi u pomoć eskadra od šest modernih lakih krstarica pod zapovjedništvom Williama Goodenougha koja potaplja SMS Mainz. Na bojište pristiže i 1. eskadra bojnih krstaša pod zapovjedništvom viceadmirala Davida Beattyja koja vrlo brzo potaplja SMS Cöln na kojem Maass pogiba, te nakon toga i SMS Ariadne.

## Nasljeđe
Njemačka ratna mornarica (Kriegsmarine) je u čast Maassu razarač Z1 nazvala njegovim imenom.    

## Vanjske poveznice
(fra.) Leberecht Maass na stranici La-loupe.over-blog.net